# یواس‌اس اسپری (ای‌اس-۱۲)
یواس‌اس اسپری (ای‌اس-۱۲) (به انگلیسی: USS Sperry (AS-12)) یک زیردریایی بود که طول آن ۵۳۰ فوت ۷ اینچ (۱۶۱٫۷۲ متر) بود. این زیردریایی در سال ۱۹۴۱ ساخته شد.